# TyTy Washington
Tyrone Washington Jr. (Phoenix, 2001. november 15. –) amerikai kosárlabdázó, jelenleg a Phoenix Suns játékosa. Egyetemen a Kentucky Wildcats csapatában játszott. Ötcsillagos utánpótlás-játékosnak tekintették, a 2021-es középiskolás osztály egyik legjobb irányítója.

## Középiskolai pályafutás
Washington a Cesar Chavez Középiskola tanulójaként kosárlabdázott az arizonai Phoenix-ben. Tizedik osztályban 23,2 pontot, 4,1 gólpasszt, 4,4 lepattanót és 3,3 labdaszerzést átlagolt. Ezt követő évére iskolát váltott és az AZ Compass Prep School játékosa lett. Végzősként 24 pontot, 7 gólpasszt és 6 lepattanót átlagolt, amellyel hozzásegítette csapatát egy 30-győzelmes szezonhoz, amelyben mindössze két meccset vesztettek el. Beválasztották a Jordan Brand Classic csapatba.

### Utánpótlás értékelések
Washingtont ötcsillagos utánpótlás-játékosnak tekintették, a 2021-es középiskolás osztály egyik legjobb irányítója volt. 2020. november 15-én bejelentette, hogy a Creighton Egyetem csapatában fog kosárlabdázni. 2021. március 11-én visszavonta döntését, kilenc nappal az után, hogy Greg McDermott, az egyetemi vezetőedző azt mondta játékosainak egy vereség után, hogy „Mindenkinek az ültetvényen kell maradnia. Nem hagyhatom, hogy bárki elhagyja az ültetvényt.” 2021. május 21-én a Kentucky Egyetem ajánlata mellett döntött az Arizona, a Baylor, a Kansas, az LSU és az Oregon helyett.
| Név                                                               | Szülőváros                                                        | Középiskola          | Magasság       | Súly           | Döntés dátuma   |
| ----------------------------------------------------------------- | ----------------------------------------------------------------- | -------------------- | -------------- | -------------- | --------------- |
| TyTy Washington PG                                                | Phoenix, AZ                                                       | AZ Compass Prep (AZ) | 6' 3" (191 cm) | 185 lb (84 kg) | 2021. május 12. |
| TyTy Washington PG                                                | Értékelés: Scout: N/A Rivals: 247Sports: ESPN: ESPN-értékelés: 94 |                      |                |                |                 |
| Általános országos helyezés: Rivals: 14. 247Sports: 19. ESPN: 14. |                                                                   |                      |                |                |                 |

## Egyetemi pályafutás
2022. január 8-án Washington 17 pontot és 17 gólpasszt szerzett a Georgia elleni 92–77 végeredményű győzelem során, amellyel megdöntötte John Wall rekordját a legtöbb egy meccsen szerzett gólpasszért. Egy héttel később karrier-csúcs 28 pontja volt a Tennessee elleni 107–79 arányú győzelem során. Elsőévesként Washington 12,5 pontot, 3,9 gólpasszt és 3,5 lepattanót átlagolt. Beválasztották az All-SEC Második csapatba és a SEC Elsőéves csapatába. 2022. április 6-án bejelentette, hogy részt vesz a 2022-es NBA-drafton.

## Statisztika

### Egyetem
| Év        | Csapat            | JM | KM | JP/M | MG%  | 3P%  | BD%  | LP/M | GP/M | L/M | B/M | P/M  |
| --------- | ----------------- | -- | -- | ---- | ---- | ---- | ---- | ---- | ---- | --- | --- | ---- |
| 2021–2022 | Kentucky Wildcats | 31 | 29 | 29,2 | .451 | .350 | .750 | 3,5  | 3,9  | 1,3 | 0,2 | 12,5 |

### NBA
| Év        | Csapat          | JM | KM | JP/M | MG%  | 3P%  | BD%  | LP/M | GP/M | L/M | B/M | P/M |
| --------- | --------------- | -- | -- | ---- | ---- | ---- | ---- | ---- | ---- | --- | --- | --- |
| 2022–2023 | Houston Rockets | 31 | 2  | 14,0 | .363 | .238 | .556 | 1,5  | 1,5  | 0,5 | 0,1 | 4,7 |
| 2023-2024 | Milwaukee Bucks | 11 | 0  | 5,1  | .300 | .333 | —    | 0,5  | 0,5  | 0,3 | 0,0 | 1,3 |
| Karrier   | Karrier         | 41 | 2  | 11,6 | .356 | .244 | .556 | 1,2  | 1,2  | 0,4 | 0,0 | 3,8 |